# محمد بن مسافر
محمد بن مسافر (توفي قبل عام 953) كان حاكمًا سالاريًا لتاروم في شمال غرب إيران الحديثة (قبل 916 – 941) وأذربيجان الإيرانية (949). كان ابنًا لمسافر، ويبدو أن اسمه الأصلي كان سالار (كلمة فارسية تعني "القائد")؛ وسيصبح لفظ "سالار" فيما بعد لقبًا يستخدمه خلفاؤه.

## السيرة

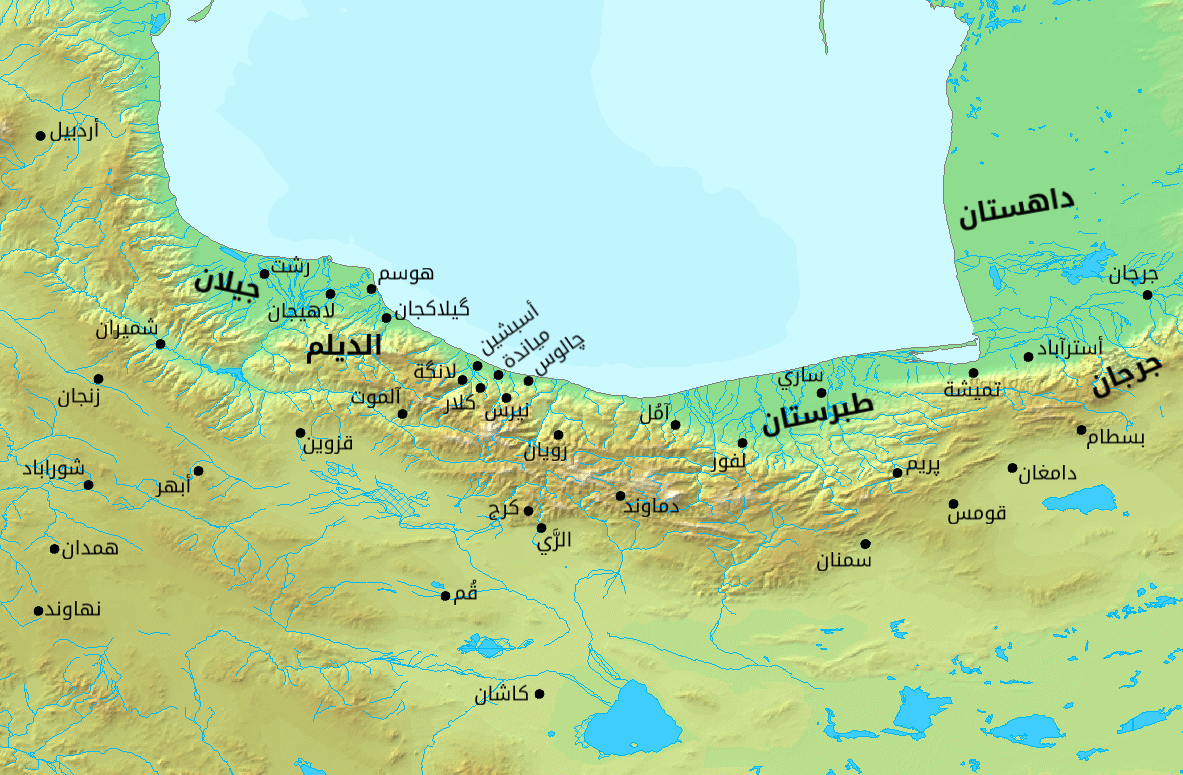
خريطة شمال إيران

قبل عام 916 أصبح محمد حاكمًا لتروم. مثل أسلافه، عقد تحالف زواج مع الجستانيين الديالمة حيث تزوج من خارسويا، ابنة الملك جستان الثالث. وقد سمح له هذا الزواج بالتدخل في شؤون الجستانيين. في عام 919 قتل علي الديلمي، الذي قتل جستان من أجل الاستيلاء على العرش لنفسه. كما قتل محمد خسرو فيروز في المعركة، على الرغم من أن ابن خسرو فيروز سياه جشم كان قادرًا على خلافته على الرغم من السلاريين. ورغم ذلك، ازدادت قوة السلاريين على حساب الجستانيين.
في عام 930 أمر الديلمي أسفار بن شيرويه وماردويج بالاستيلاء على تاروم من محمد. قام ماردويج بغزو تاروم وحاصر قلعة شاميران، لكن محمدًا تمكن في النهاية من إقناعه بالثورة ضد أسفار. بدعم من السلاليين، قتل مردويج شقيق أسفار شيرزاد ثم أسفار نفسه، واستولى على أراضي الأخير وأسس السلالة الزيارية في شمال إيران.
أدى حكم محمد الظالم إلى جعله غير محبوب حتى بين عائلته. في عام 941، حبسه ابناه مرزوبان [الإنجليزية] ووحسودان [الإنجليزية] في قلعة. تولى وحسودان الحكم في تاروم، في حين ذهب مرزبان لفتح أذربيجان. تحرر محمد في عام 949، بعد أن وقع مرزبان في قبضة البويهيين. اجتمع قادة الديلم التابعون لمرزبان حول محمد، فحرروه وأقاموه في أردبيل. ومع ذلك، لم يتمكن من البقاء في أذربيجان لفترة طويلة، لأنه سرعان ما أساء إلى الديلميين واضطر إلى الفرار إلى تاروم. هناك سُجن للمرة الثانية على يد وحسودان، وبقي في السجن حتى وفاته، والتي حدثت قبل عام 953 ببعض الوقت.
بالإضافة إلى مسيرته السياسية، كان محمد معروفًا ببناء قلعة شميران. وقد فعل ذلك باستخدام العمال الخبراء، ووعدهم بأجور عالية، ثم قام بعد ذلك بتقليص مكانتهم إلى مجرد عمال قسرين.